# 天王翼龙属
天王翼龍（意為「天神之翼」）又名卡奇布翼龍，是翼龍目喙嘴翼龍科的一屬，化石發現於古巴比那爾德里奧的哈瓜組（Jagua Formation）地層，地質年代為侏羅紀晚期的牛津階中晚期。
在2004年，佐蘭·加斯帕里尼（Zulma Gasparini）等人將這些化石敘述、命名，模式種是加勒比天王翼龍（C. caribensis）。在當地阿拉瓦克人的語言中，屬名的cacibu意為「天空之神」；種名則是以加勒比群島為名。
正模標本（編號IGO-V 208）是一個部分頭顱骨，以及左翼的破碎骨頭。頭顱骨只缺少口鼻部前端、下頜、牙齒，保存狀態良好，沒有被擠壓變形。左翼的骨頭包含：尺骨末端、橈骨碎片、左翼的第一與第四指。這個部分頭顱骨長17公分，顱頂寬廣，以生前狀態完好地保存下來。加斯帕里尼等人並沒有估計天王翼龍的翼展與身長，但牠們是種大型翼龍類。
加斯帕里尼等人將天王翼龍歸類於喙嘴翼龍科。在古巴的同一地區，還發現島翼龍的化石，兩者生存於相同時代。雖然兩者的化石重疊部分很少，但根據手肘、方骨的特徵，可明顯區分兩者是不同屬。天王翼龍是化石最完整的牛津階翼龍類之一，同時也證實翼龍類在牛津階時期已具有多樣性 Recent reviews have supported its assignment as a "rhamphorhynchoid" (i.e. basal pterosaur),。翼龍類學家大衛·安文（David Unwin）將天王翼龍歸類於喙嘴翼龍科的掘頜龍亞科，掘頜龍亞科的頜布較為粗壯。

## 外部連結
- Cacibupteryx in The Pterosauria